# Sally Barsosio
Selina (Sally) Barsosio (Keiyo, 21 maart 1978) is een Keniaanse langeafstandsloopster. Op de leeftijd van veertien jaar en 182 dagen won ze een bronzen medaille op de wereldkampioenschappen voor junioren in 1992 op het onderdeel 10.000 m. Hiermee is de jongste medaillewinnaar op een wereldkampioenschap atletiek. Ze nam driemaal deel aan Olympische Spelen, maar wist bij die gelegenheden geen medailles te veroveren.

## Loopbaan

### Als vijftienjarige brons op WK
In 1993 deed Barsosio als vijftienjarige mee aan de wereldkampioenschappen voor senioren op de 10.000 m. Achter de Chinezen Wang Junxia en Zhong Huandi veroverde ze in een tijd van 31.15,38 een bronzen medaille. Nog nooit had een junior een dergelijke tijd gelopen; het werd dan ook als wereldjuniorenrecord erkend.
Op de wereldkampioenschappen veldlopen in 1995 won Barsosio eveneens een bronzen medaille. Als lid van het Keniaanse team won ze op dit toernooi in het landenklassement in 1995, 1996 en 1998 goud en in 1997 en 2004 zilver. Op de WK van 1995 in Göteborg behaalde ze een elfde plaats op de 5000 m. Het jaar erop werd ze tiende op de 10.000 m op de Olympische Spelen van Atlanta.

### Eerste Keniaanse wereldkampioene
In 1997 had nog geen Keniaanse een wereldtitel op de baan gewonnen. Op de WK in Athene werd Barsosio na een furieuze eindsprint op de 10.000 m in 31.32,92 de eerste Keniaanse wereldkampioene. Tweede werd de Portugese Fernanda Ribeiro in 31.39,15. Ze won tweemaal de 5 km van Carlsbad (1997, 2001).
Op de Afrikaanse kampioenschappen in 1998 werd Barsosio tweede op de 5000 m. Op de Olympische Spelen van Sydney in 2000 en die van Athene in 2004 bleef ze echter ver verwijderd van het podium en eindigde ze op de 10.000 m beide keren als zeventiende.

### Zilver op WK marathon-estafette
In 1998 won Sally Barsosio met haar Keniaanse team een zilveren medaille op de wereldkampioenschappen marathon-estafette achter Ethiopië. Op de marathon-estafette lopen zes lopers een gedeelte van de marathonafstand van 42,195 kilometer, waarbij de stukken 5 km, 10 km, 5 km, 10 km, 5 km en 7,195 km bedragen.

### Privé
In 2002 kreeg ze een zoon. 
Zowel haar oom Paul Koech als haar oudere zus Florence Barsosio zijn succesvolle hardlopers.

## Titels
- Wereldkampioene 10.000 m - 1997
- Keniaans kampioene 3000 m - 1993
- Keniaans kampioene 5000 m - 1998, 2005
- Keniaans kampioene 10.000 m - 1993, 1996, 1997
- Keniaans kampioene veldlopen - 1996, 1997
- Afrikaans juniorenkampioene 1500 m - 1994
- Afrikaans juniorenkampioene 3000 m - 1994

## Persoonlijke records
Baan
| Onderdeel | Prestatie         | Datum            | Plaats    |
| --------- | ----------------- | ---------------- | --------- |
| 1500 m    | 4.13,11           | 3 september 2000 | Rieti     |
| 3000 m    | 8.35,89           | 16 augustus 1997 | Monaco    |
| 5000 m    | 14.46,71          | 22 augustus 1997 | Brussel   |
| 10.000 m  | 31.15,38 (ex-WJR) | 21 augustus 1993 | Stuttgart |

Weg
| Onderdeel      | Prestatie | Datum           | Plaats    |
| -------------- | --------- | --------------- | --------- |
| 5 km           | 15.20     | 1 april 2001    | Carlsbad  |
| 15 km          | 50.11     | 10 juli 2005    | Utica     |
| halve marathon | 1:12.58   | 16 oktober 2005 | New Delhi |
| marathon       | 2:36.44   | 10 oktober 2010 | Eindhoven |

## Palmares

### 1500 m
- 1994:  Afrikaanse juniorenkamp. - 4.16,61

### 3000 m
- 1994:  Afrikaanse juniorenkamp. - 8.53,40
- 1994:  WJK te Lissabon - 8.59,34
- 2004:  Meeting Gaz de France – 8.43,62

### 5000 m
- 1995: 11e WK - 15.39,57
- 1998:  Afrikaanse kamp. - 15.59,12

### 10.000 m
- 1992:  WJK te Seoel - 32.41,76
- 1993:  WK - 31.15,38
- 1996: 10e OS - 31.53,28
- 1997:  WK - 31.32,92
- 2000: 17e OS - 31.57,41
- 2004: 17e OS - 32.14,00

### overige afstanden
- 2005:  Utica Boilermaker - 50.11
- 2006:  4 Mijl van Groningen - 21.01

### veldlopen
- 1995:  WK te Durham (lange afstand = 6470 m) - 20.39
- 1996: 11e WK te Stellenbosch (lange afstand = 6300 m) - 20.43
- 1997: 5e WK te Turijn (lange afstand = 6600 m) - 21.05
- 1998: 10e WK te Marrakech (lange afstand = 8 km) - 26.27
- 2000: 8e WK te Vilamoura (korte afstand = 4180 m) - 13.16
- 2001: 18e WK te Oostende (lange afstand = 7,7 km) - 29.50
- 2004: 10e WK te Brussel (lange afstand = 8 km) - 28.08

1987 Ingrid Kristiansen ·
1991 Liz McColgan ·
1993 Wang Junxia ·
1995 Fernanda Ribeiro ·
1997 Sally Barsosio ·
1999 Gete Wami ·
2001 Derartu Tulu ·
2003 Berhane Adere ·
2005 Tirunesh Dibaba ·
2007 Tirunesh Dibaba ·
2009 Linet Masai ·
2011 Vivian Cheruiyot ·
2013 Tirunesh Dibaba ·
2015 Vivian Cheruiyot ·
2017: Almaz Ayana ·
2019 Sifan Hassan ·
2022 Letesenbet Gidey ·
2023 Gudaf Tsegay